# Pietro De Vico
Pietro De Vico (né le 1er février 1911 à Naples et mort le 10 décembre 1999 à Rome) est un acteur italien de théâtre et de cinéma,,. Il est apparu dans 70 films entre 1948 et 1991. Il  a été marié, de 1937 à sa mort (1999), à l'actrice Anna Campori.

## Filmographie partielle
- 1949 : Totò cherche un appartement de Mario Monicelli et Steno
- 1953 : Le Chemin de l'espérance (Il viale della speranza) de Dino Risi
- 1957 : Il Conte di Matera
- 1957 : Serenata a Maria
- 1959 : Ferdinando I, re di Napoli
- 1959 : Sogno di una notte di mezza sbornia de Eduardo De Filippo
- 1960 : Je cherche une maman ( Appuntamento a Ischia )
- 1960 : Chi si ferma è perduto
- 1960 : Caravan Petrol de Mario Amendola
- 1961 : Son Excellence est restée dîner ( Sua Eccellenza si fermò a mangiare  ) de Mario Mattoli
- 1961 : Cinque marines per cento ragazze de Mario Mattoli
- 1961 : Totò l'Embrouille (Totòtruffa 62) de Camillo Mastrocinque
- 1961 : Pesci d'oro e bikini d'argento de Carlo Veo
- 1962 : Totò diabolique (Totò diabolicus) de Steno
- 1962 : Le Cheik rouge (Lo sceicco rosso) de Fernando Cerchio
- 1964 : Les Martiens ont douze mains (I marziani hanno dodici mani) de Castellano et Pipolo
- 1967 :  Soldati e capelloni
- 1970 : Lady Barbara de Mario Amendola
- 1973 : Sgarro alla camorra d'Ettore Maria Fizzarotti